# Мосальский, Василий Михайлович Литвин
Василий Михайлович Мосальский по прозванию Литвин (ум. после 1534) — князь, королевский дворянин, родоначальник князей Литвиновых-Мосальских. Рюрикович в XVIII колене.
Сын князя Михаила Васильевича Мосальского, правнук князя Юрия Святославича Мосальского. Имел братьев: Семёна, Петра (ум.1496), Фёдора (9 лет пробыл в московском плену) и Бориса Михайловичей. 

## Биография
Польско-литовский подданный. 24 апреля 1500 года по грамоте короля Александра Ягеллончика получил в Пацынской волости Смоленского повета имения: Желтоносович, Колыхалово, Жуково и Настачанцево, кроме того получил от короля восемь служб людей в "Дубровенском пути" Смоленского повета с бобровым берегом. Всё это было дано ему в вознаграждение за отчину "отошедшую в сторону Великого князя Московского", при чём в грамоте свидетельствуется его "верная, пильная и николе не вмешанная служба". В 1509 году получил две службы людей, за утрату родовых вотчин и две пустопорожние земли с бобровым берегом. В 1521 году за службу пожалован 30 службами людей в Василишском повете с 5 пустопорожними землями.
Вероятно, что в актах Великого княжества Литовского, о нём упоминается, как о бежавшем в Москву (1534) и возможно, что прозвание Литвин получил, как выходец из Литвы.

## Семья
Дети: 
- Василий (ум. после 1586) — московский дворянин, казначей, умер бездетным
- Иван (ум. после 1573) — московский дворянин, воевода[1]
- Михаил (ум. после 1568) — московский дворянин, воевода, умер бездетным[1]
- Прохор[2]